# خیرو موریلاس
خیرو موریلاس (انگلیسی: Jairo Morillas؛ زادهٔ ۲ ژوئیهٔ ۱۹۹۳) بازیکن فوتبال اهل اسپانیا است.
از باشگاه‌هایی که در آن بازی کرده‌است می‌توان به باشگاه فوتبال ژیرونا و باشگاه فوتبال اسپانیول اشاره کرد.
وی همچنین در تیم ملی فوتبال زیر ۱۸ سال اسپانیا بازی کرده‌است.